# Jugtun írás

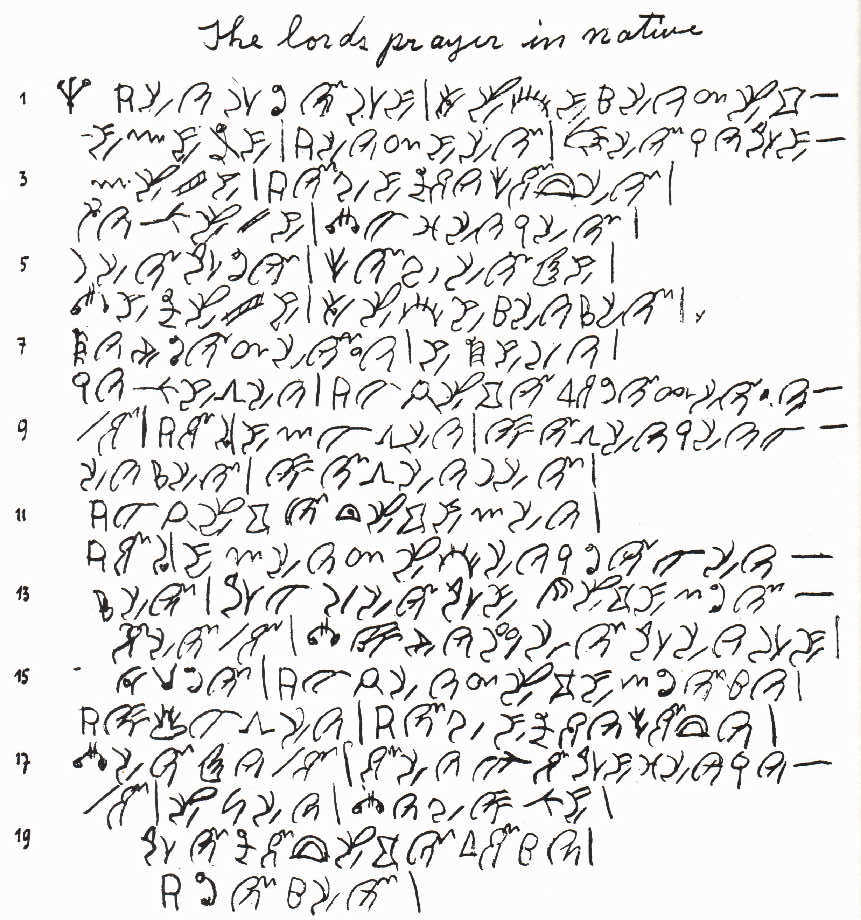
A miatyánk jugtun írással.

A jugtun vagy alaszkai írás egy szótagírás, amelyet 1900 körül Uyaquq talált ki a közép-alaszkai jupik nyelv írására. Uyaquq csak a saját nyelvét beszélte, de volt egy fia, aki beszélt angolul, írásra kezdetben piktogramokat használt egyfajta proto-írásként, amely a Biblia prédikálásakor emlékeztetőként szolgált. Amikor azonban rájött, hogy ez nem teszi lehetővé, hogy egy szöveg szavait pontosan úgy adja vissza, mint az angol nyelvű misszionáriusok számára a latin ábécé, ő és segítői addig fejlesztették, amíg teljes szótagírássá nem vált. Bár Uyaquq soha nem tanult meg angol nyelven, és nem tanulta meg a latin ábécét, mindkettő hatással volt rá. A kut szótag például hasonlít az angol good szó kézírásos formájára.
Az alaszkai jupik nyelvet ma latin ábécével írják.

## Fordítás
Ez a szócikk részben vagy egészben  a   Yugtun script című angol Wikipédia-szócikk ezen változatának fordításán alapul.  Az eredeti cikk szerkesztőit annak laptörténete sorolja fel. Ez a jelzés csupán a megfogalmazás eredetét és a szerzői jogokat jelzi, nem szolgál a cikkben szereplő információk forrásmegjelöléseként.